# Godspeed (nave)
La Godspeed fu uno dei tre velieri dell'inglese Virginia Company, che guidate dal capitano Christopher Newport, nel 1607 partecipò alla spedizione che avrebbe dato vita alla prima colonia permanente in Nord America. I coloni fondarono Jamestown, nella nuova Colonia della Virginia. Tutti i 39 passeggeri trasportati dalla nave erano inglesi e maschi. La rotta aveva previsto uno scalo alle Isole Canarie e con un vento migliore avrebbe avuto una traversata di circa due mesi, anziché i 144 giorni effettivamente impiegati. 

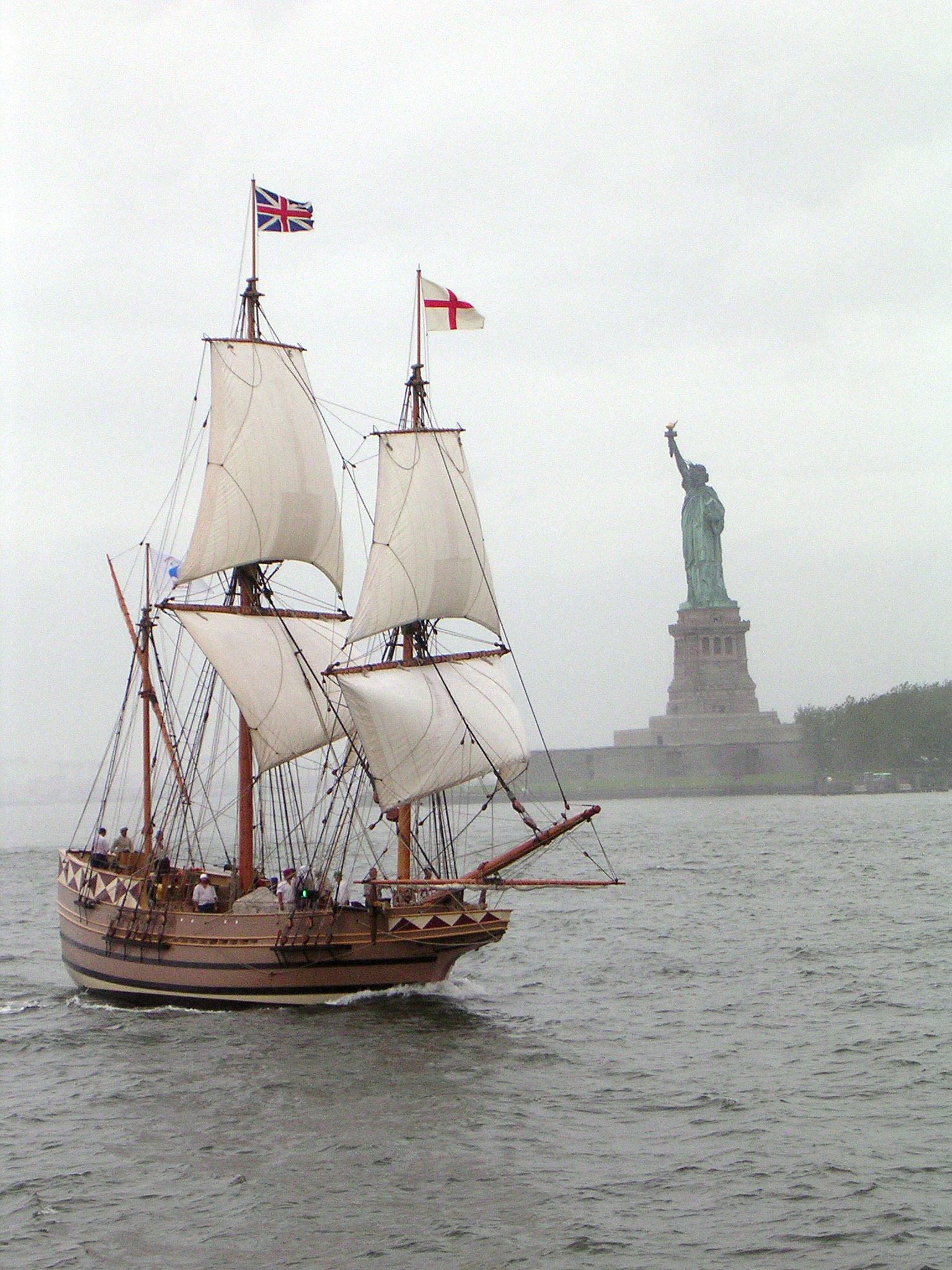
Riproduzione della Godspeed a New York nel 2006.

Nel 1985, una riproduzione della Godspeed (solo 14,4 metri di chiglia e senza motore) partì da Londra per la Virginia. Aveva un equipaggio di 14 uomini e vece sosta in molti porti visitati dalla vera Godspeed, comprese le Isole Canarie e vari porti delle Windward Isles prima di partire per Jamestown.
La Godspeed era un brigantino di 40 tonnellate, che si stima misurasse 20,4 metri. La più recente riproduzione venne costruita a Rockport nel Maine, e venne varata nel 2006. La sua lunghezza fuori tutta era di 26,4 metri, con la chiglia di 19,6 metri e con un albero maestro di 21,5 metri. 
Riproduzioni della Godspeed e delle sue sorelle nel viaggio del 1607, la più grande Susan Constant e la più piccola Discovery, sono ormeggiate sul fiume James a Jamestown Settlement (ex Jamestown Festival Park), adiacenti al National Historic Site.
Nel maggio 2007, l'United States Postal Service emise il primo francobollo da 41 cent denominato first class stamp. Il francobollo riproduce l'immagine dei tre velieri Susan Constant, Godspeed eDiscovery.